# Clemens VIII. (Gegenpapst)

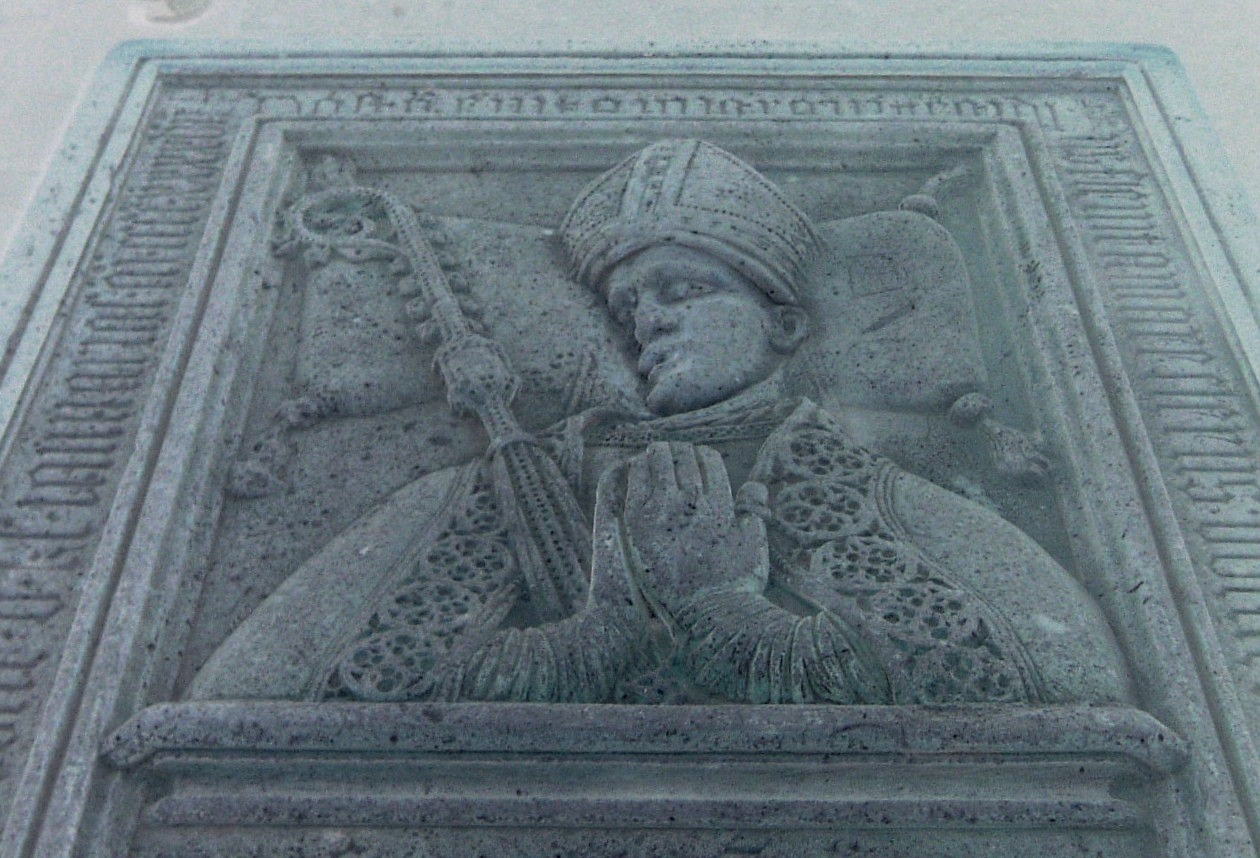
Grabplatte für Gil Sánchez in der Kathedrale von Palma de Mallorca

Gil Sánchez Muñoz y Carbón (genannt Doncel, * 1369 in Teruel in Aragón; † 28. Dezember 1446 auf Mallorca) war als Clemens VIII. von 1423 bis zu seinem Amtsverzicht im Jahre 1429 Gegenpapst in Peñíscola. Es handelte sich um einen Nachklang des 1417 beendeten abendländischen Schismas mit konkurrierenden Papstansprüchen in Rom und Avignon.
Der avignonesische Gegenpapst Benedikt XIII. hatte 1417 seine Absetzung durch das Konzil von Konstanz und die dortige Wahl des neuen, allgemein anerkannten Papstes Martin V. nicht akzeptiert und sich in die Burgfestung Peñíscola im Königreich Valencia zurückgezogen. Nach seinem Tod und dem gescheiterten Konzil von Pavia-Siena 1423 wurde Clemens VIII. mit Unterstützung der Krone von Aragonien als sein Nachfolger gewählt. Nach der Einigung zwischen Rom und Aragonien 1429 verzichtete Clemens VIII. auf seinen Titel und erkannte Martin V. an. Dafür wurde er von diesem zum Bischof von Mallorca ernannt und blieb dies bis zu seinem Tode 1446.

## Leben

### Bis zur Papstwahl
Gil Sánchez Muñoz wurde 1369 in Teruel (Aragón) als Sohn des Pedro II. Sanchez Muñoz y Liñán, Barón de Escriche, und der Catalina Sanchez de Carbón geboren.
Er studierte das kanonische Recht und stand danach bis 1396 im Dienste der avignoneser Kurie. Als Gesandter des Gegenpapstes Benedikt XIII. und des Erzbischofs von Valencia, Hugo de Lupia y Bagés, bemühte er sich um die Beendigung des Schismas.

### Wahl zum Gegenpapst

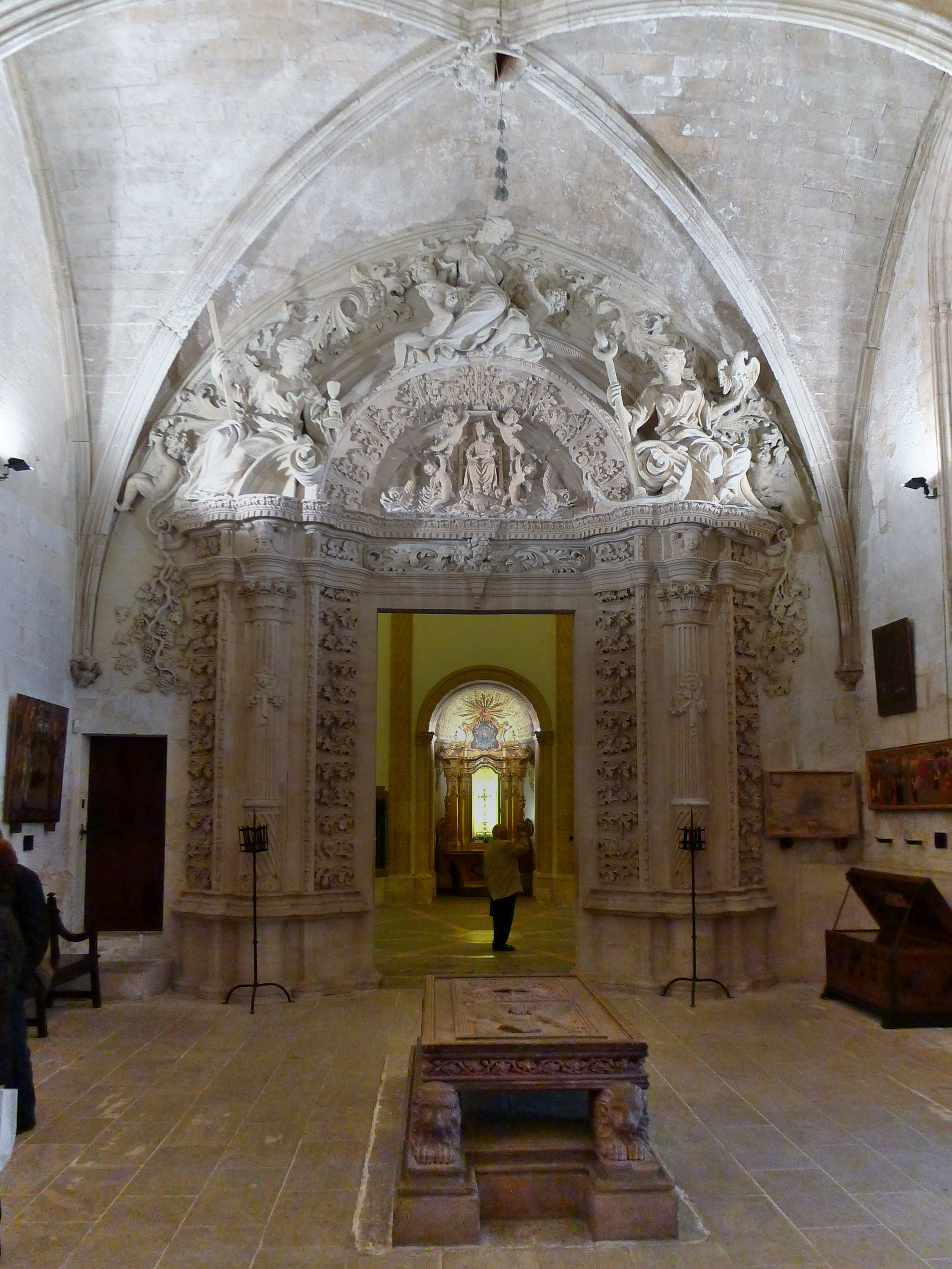
Kapitelsaal der Kathedrale von Palma. Mittig das Grab von Clemens VIII.

Der Dompropst von Valencia wurde auf Betreiben Alfons’ V. von drei der vier verbliebenen Kardinäle des Gegenpapstes Benedikt XIII. nach dessen Tod am 10. Juni 1423 in Peñíscola als Gegenpapst zu Papst Martin V. gewählt und erhielt die Anerkennung des aragonesischen und sizilianischen Königs Alfons V. Clemens VIII. ließ sich erst drei Jahre später am 19. Mai 1426 krönen. Jean Carrier, der vierte der Kardinäle, erwählte nach späterer eigener Darstellung nach seiner Rückkehr von einer Reise parallel zu Clemens VIII. einen anderen Gegenpapst, Benedikt XIV.; diese Wahl wurde jedoch erst nach Clemens’ Rücktritt bekannt und blieb außerhalb exaltierter, radikal-avignonesischer Kreise bedeutungslos.

### Abdankung
Nachdem der Konflikt zwischen Rom und Aragón 1429 gelöst worden war, rief Clemens VIII. am 26. Juli 1429 die Kardinäle seiner Obödienz zusammen und erklärte ihnen gegenüber im Beisein des Vertreters von Papst Martin V. seinen Rücktritt vom Papstamt. Nachdem er den Raum verlassen hatte, kam er – nun wieder in der Amtstracht eines Dompropstes von Valencia – zurück und lud die versammelten Kardinäle ein, den „sehr würdigen Herrn Oddo di Colonna, den die Römer Martin V. nennen“, zum neuen Papst zu wählen. Die Kardinäle zogen sich daraufhin zur Wahl zurück und verkündeten erwartungsgemäß nach kürzester Zeit die (neuerliche) Wahl von Martin V. zum Papst.
Diese Vorgangsweise wird in der Geschichtsschreibung oft als lächerliche Formalität abgetan und übergangen. Es darf jedoch nicht übersehen werden, dass durch die historisch durchaus unklare Legitimitätsfrage der verschiedenen Obödienzen die nochmalige Wahl Oddo di Colonnas zum Papst jedenfalls eine zusätzliche Legitimierung darstellte. Wenn sich nämlich durch etwa noch hervorkommende Dokumente die Legitimität der Obödienz von Avignon erweisen sollte (Avignonesisches Papsttum), wären alle anderen Wahlen, also auch die auf dem Konzil von Konstanz, unzweifelhaft als nichtig anzusehen, sodass nur durch diesen – mithin keineswegs rein formalen – Wahlakt in Peñíscola eine unzweifelhaft legitime Fortsetzung der päpstlichen Sukzession sichergestellt werden konnte.

### Letzte Jahre
Nach seinem Rücktritt wurde Gil Sánchez Muñoz am 26. August 1429 von Papst Martin V. zum Bischof von Mallorca ernannt. Sein Grab befindet sich dort im Kapitelsaal der Kathedrale von Palma.